# Ficzkó József
Ficzkó József (Boriche, 1772. március 15. – Peresznye, 1843. november 28.) szlovén származású katolikus pap, horvátul, pontosabban gradistyei nyelven alkotó író.

## Élete
A történelmi Vendvidékről, a mai Borháza községből (ma Boreča, Szlovénia) származott. Peresznyén, Sopron megyében volt plébános. Hagyatéka 60,000 aranyforintra rúgott, mely összeg nagyobb részt az általa irt és elárusított könyvekből folyt be. Munkát, jobbára a Győr és Szombathely egyházmegyékben élő horvátok (nyugat-magyarországi horvátok) számára irta. Nyelvezete, melyben az illír és horvátországi ujítások átültetésétől tartózkodott, valamint irásmodora, melyben az ékezetes szláv helyett a magyart követte, és mindenben csakis az ő olvasóközönségének nyelvkörében mozgott, hatalmas közkedveltségnek örvendtek.

## Munkái
- Katekizmusa most is közkézen forog
- Kratak pregléd sztaroga i nóvoga Testámenta. Sopron, 1824 (Bibliai történelem)
- Hizsa zlata (általánosan használt imakönyv, mely vagy tíz kiadást ért meg, e mű tette írói nevét híressé)